# حرب عصبة جزر الهند

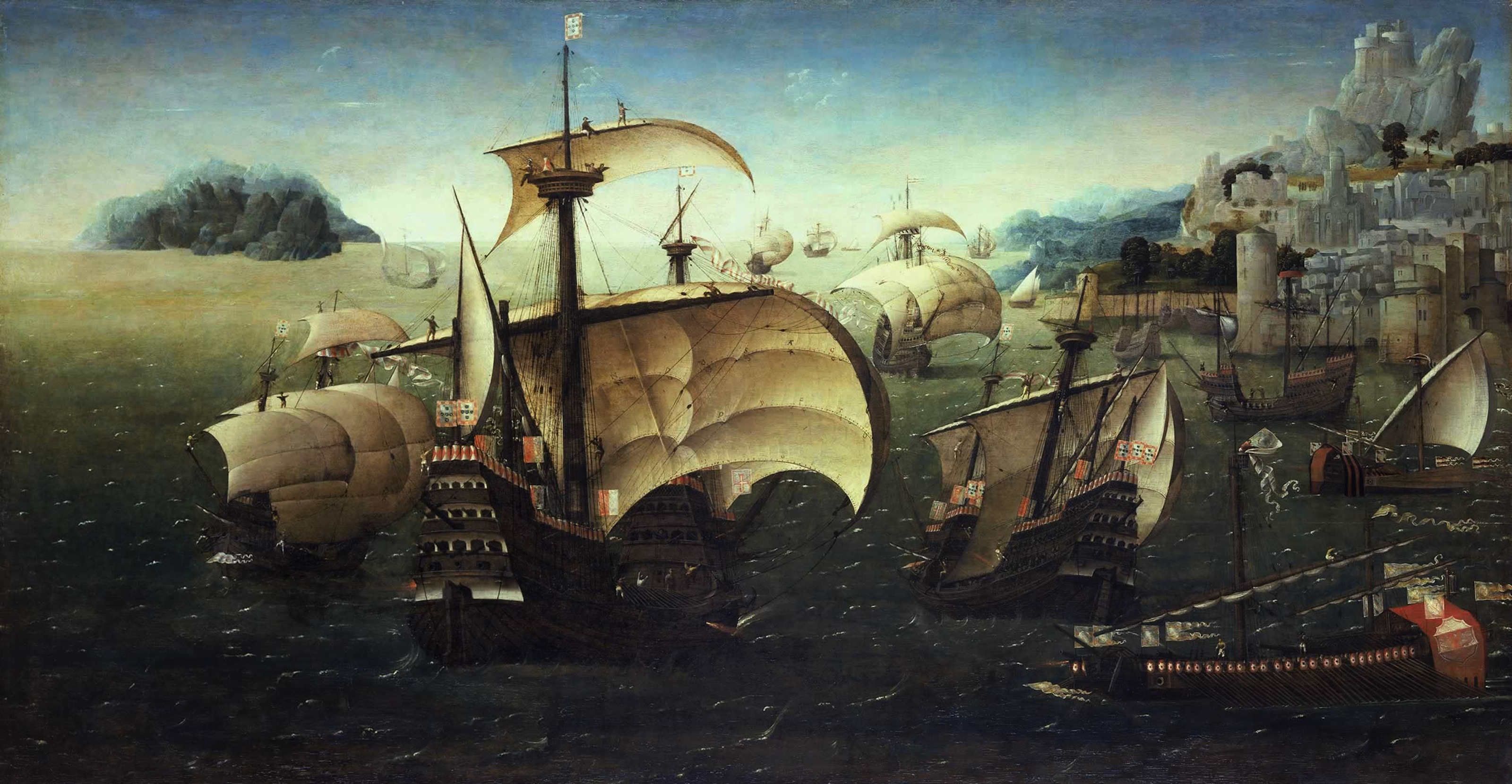

حرب عصبة جزر الهند (شهر ديسمبر 1570–1575) هي صراع عسكري تشكّل خلاله حلفٌ آسيوي قادته سلطنة بيجابور وسلطنة أحمد نجار ومملكة كاليكوت وسلطنة آتشيه، ويشير إليه المؤرخ البرتغالي أنطونيو بينتو بيريرا بـ «عصبة ملوك الهند»، أو «الملوك المتحدون» أو «العصبة» ببساطة. حاولت عصبة جزر الهند إزالة الوجود البرتغالي في المحيط الهندي عبر هجمات مشتركة على بعض الممتلكات الرئيسة للهند البرتغالية، كملقا البرتغالية ومدينة شاول وحصن شاله، وعاصمة الإمبراطورية البحرية في آسيا، مدينة غوا.
قاوم البرتغاليون بنجاح جميع حملات الحصار التي قادتها العصبة، في إحدى أشد المراحل التاريخية حرجًا للوجود البرتغالي في آسيا، باستثناء حصنٍ صغيرٍ على مشارف مدينة كالكوت سقط بيد ساموتيري حاكم كالكوت. وكانت تلك أول مرة يستسلم فيها البرتغاليون رسميًا في الهند.
كانت الحرب حربًا شاملة، على الرغم من أنها انطوت على مفارقة تاريخية من حيث المبدأ، فاضطر البرتغاليون إلى تحريك كل الوسائل المتاحة لمقاومة هذا الهجوم.

## خلفية تاريخية
في عام 1565، اتحدت سلطنات الدكن لإنزال ضربة قاسية بإمبراطورية فيجاياناغارا في معركة تاليكوتا. انخرطت إمبراطورية فيجاياناغارا الهندوسية في حربٍ دائمة وغير منتظمة ضد كل سلطنة من سلطنات المسلمين في هضبة الدكن بشكل فردي، وخلال فترة سبقت وصول البرتغاليين إلى المحيط الهندي بكثير. كان حكام فيجاياناغارا (الذين أشار إليهم البرتغاليون بـ «الملوك العظام»)، وتحديدًا راما رايا، شركاء أقوياء للبرتغاليين، لكن عندما تعرضت الإمبراطورية للسلب وانغمست في الفوضى، سعى العادل شاهية، حاكم بيجابور، مرة أخرى إلى استعادة مدينة غوا، والتي استولى عليها البرتغاليون لنصف قرن من الزمن، وطردِهم بالكامل من الساحل الغربي للهند.
لاحظ العادل شاهية أن القوة البحرية البرتغالية هي مفتاح مقاومة هؤلاء، وهي التي تسمح لحصونهم بتعزيز بعضها البعض بحرًا، فحاول العادل شاهية حرمان البرتغاليين من هذا الامتياز عبر إقناع أكبر عددٍ من الحكام بمهاجمة البرتغاليين معًا، تحديدًا سلطان أحمدر نجار وساموتيري كالكوت اللذان قادا قوات بحرية لا بأس بها. وفّرت العداوة بين البرتغاليين وعددٍ من السلالات المسلمة في آسيا نقطة انطلاقٍ سهلة لإقناع هؤلاء بالهجوم على البرتغاليين. لذا، أُرسل المبعوثون نحو سلطنة آيتشه في سومطرة والإمبراطورية العثمانية ومملكة ستاواكا في سيلان وسلطنة الكجرات وسلطنة جوهر وعددٍ آخر من المبعوثين لحث هؤلاء على الالتحاق بالتحالف وهزيمة البرتغاليين مرة واحدة وإلى الأبد.

## سلطنة الكجرات
كانت سلطنة الكجرات الواقعة في الشمال الغربي للهند من أشد معارضي الوجود البرتغالي في المنطقة. فمنذ غرق السلطان بهادور خلال مفاوضات خاضها مع البرتغاليين عام 1537، غرقت الكجرات في الحروب والمشاكل الداخلية. لذا، لم تستطع سلطنة الكجرات التحرك وشنّ هجوم على أي حصنٍ من حصون البرتغاليين، مثل ديو وباسين ودَمَن. مهد عدم الاستقرار السابق الطريقَ أمام احتلال الكجرات لاحقًا من طرف المغول عام 1573.

## الإمبراطورية العثمانية
أرسلت سلطنة أحمد نجار السنية سفراء إلى الإمبراطورية العثمانية مزودين بالقرويين الأغنياء وإتاوة كبيرة لكسب تعاون البحرية العثمانية وانتزاع السيطرة على البحار من يد البرتغاليين، وذلك منذ العام 1564. وصل العثمانيون إلى البحر الأحمر بعدما ألحقوا مصر عام 1517، فوافق السلطان سليم الثاني على الاشتراك في مساعي طرد البرتغاليين. في نحو العام 1571، أبحرت 25 سفينة شراعية (قادس) و3 سفنٍ شراعية كبيرة من السويس، لكنها توقفت جراء تمردات في جدة واليمن. جاءت تلك السفن والحملات العثمانية اللاحقة في شرق المتوسط، مثل الحرب العثمانية–البندقية الرابعة (والتي أدت إلى وقوع معركة ليبانت التي هُزم فيها العثمانيون)، لتضمن عدم مشاركة الإمبراطورية العثمانية في الصراع.

## التجهيزات البرتغالية
بدأت التقارير والشائعات التي تفيد بتحضيرات العادل شاهية والنظام بالوصول إلى غوا عبر التجار البرتغاليين وحلفائهم بحلول العام 1569. شكك نائب الملك البرتغالي، دوم لويس جي اتايد، بذلك، فاعتقد في البداية أن انعدام الثقة بين حكام الهند يمنع تحقيق مثل هذه الخطة، لكنه قرر في نهاية المطاف إرسال أسطولٍ مؤلف من 5 سفنٍ كبيرة وقادس واحدة و7 سفن أخرى من نوع نصف قادس مزودة بـ 800 رجل يقودهم دوم لويس جي ميلو دا سيلفا في الرابع والعشرين من شهر أغسطس عام 1570 من ملقا لتعزيز المدينة ضد هجومٍ محتمل من سلطنة آتشيه. أرسل البرتغاليون أسطولًا آخر مؤلفًا من 3 قوادس و17 نصف قادس مزودة بـ 500 رجلٍ بقيادة دوم ديوغو جي مينيزيس لتجوب ساحل مليبار وتحافظ على طرق التجارة الحيوية مع الهند الجنوبية، حيث توجد مدينة كوتشن البرتغالية، وتبقيها مفتوحة وبمنأى عن غارات القراصنة.
جمع دوم لويس جي اتايد، وهو محارب سابق خاض حروبًا في الهند وفي حملة الإمبراطور كارلوس الخامس ضد اللوثريين في أوروبا، مجلسًا مؤلفًا من أبرز وأهم الشخصيات في غوا، من بينهم النبلاء ورجال الدين وأعضاء مجلس بلدية غوا. نصحه المجلس بالتخلي عن شاول وتركيز قواته حول مدينة غوا. على الرغم من ذلك، قرر جي اتايد في شهر أكتوبر إرسال أسطولٍ آخر مكون من 4 قوادس و600 رجل بقيادة فرانسيسكو جي ماسكارينياس للدفاع عن المدينة.

### الدفاع عن غوا
احتل أفونسو جي أبوكيركي (ألفونسو دي ألبوكيرك) غوا عام 1510، وكانت المدينة حينها على جزيرة محاطة بأنهار مليئة بالتماسيح، لا يمكن اجتيازها في بعض المناطق إلا خلال الفصل الجاف. كان «الممر الجاف» أو باسو سيكو أبرد وأهم منطقة عبور نحو مدينة غوا، لذا جرى الدفاع عنها بواسطة حصن باناستاريم.
تُرك ما لا يزيد عن 650 جندي للدفاع عن غوا، وجرى تحريك أي شخصٍ ذي بنية جسدية ملائمة من الـكاسادوس (المستوطنون المتزوجون من سكان محليين وأسلاف الهندو–برتغاليين) و1500 مسيحي آسيوي (لاسكارين). سُلّح 1000 عبدٍ وقُسموا إلى 4 أسراب، وفوق ذلك، تطوع 300 رجل كنيسة و200 جندي متقاعد للمشاركة في الدفاع عن المدينة.
قرر دوم لويس جي اتايد توزيع قواته على 19 نقطة حساسة على طول ضفاف النهر الشرقية، حيث أُنشأت بطاريات المدفعية، وتحصن نحو 20 إلى 80 رجل هناك بالإضافة إلى فريقٍ من اللاسكارين لمنع جيش بيجابور الضخم من العبور. كان على كل بطارية إجراء اتصال بصري مع الأخرى، ولم يُسمح للرجال المعسكرين ترك مواقعهم إلى إذا أُمروا بذلك. جالت 4 قوادس ونصف قادس و20 قادسًا صغيرة تُدعى فوستا مياه نهري مندوفي وزواري الأعمق. على الضفة المقابلة في الشمال الغربي من غوا، يوجد حصن ريس ماغوس البرتغالي المدعوم بسفينة راسية.
امتلك نائب الملك معلومات تفيد باحتمال اشتراك الأتراك في «العصبة»، لذا سلّح 125 سفينة من أحجام مختلفة لتأمين سيطرة البرتغال على المياه المحيطة بغوا، لكنه لم يملك عددًا كافٍ من الرجال لإدارة تلك السفن والدفاع عن المدينة في آنٍ واحد.